# Kothapalya, Bangarapet
Kothapalya là một làng thuộc tehsil Bangarapet, huyện Kolar, bang Karnataka, Ấn Độ.